# Пекджан, Айберк
Айберк Пекджан (тур. Ayberk Pekcan, 22 мая 1970, Мерсин — 24 января 2022, Мерсин) — турецкий актёр кино и телевидения, бывший политик и государственный служащий.

## Биография
Айберк Пекджан родился 22 мая 1970 года в Мерсине, детство и юность провёл в Адане и Мерсине. После окончания начальной и средней школы в Адане и средней школы в Мерсине он окончил факультет изящных искусств Университета Мерсина. Пекджан был чернорабочим, клерком и учителем. Он был политическим членом Социал-демократической народнической партии. В 2001 году он ушёл с государственной службы, поселился в Стамбуле и стал актёром телевидения и кино.
Он сыграл главные роли в сериалах Ихламурлар Алтында, Япрак Докюмю, Куртлар Вадиси и Кешанлы Али Дестани. В 2010 году его фильм Saç получил награды на национальных и международных кинофестивалях. Он был удостоен награды за лучшую мужскую роль второго плана на Международном кинофестивале в Анкаре. Айберк Пекджан, снявшийся во многих фильмах и сериалах, сыграл роль Артука Бея в популярном сериале «Дирилиш: Эртугрул».
Айберк Пекджан умер от рака лёгких в Мерсине 24 января 2022 года в возрасте 51 года.